# Hysterocrates ederi
Hysterocrates ederi là một loài nhện trong họ Theraphosidae.
Loài này thuộc chi Hysterocrates. Hysterocrates ederi được miêu tả năm 1995 bởi Charpentier.